# Politiche orientate al problema
Le politiche orientate al problema applicata alla criminologia sono un approccio teorico per il quale gli elementi di sicurezza urbana, economica o politica, sono soggetti ad analisi e controllo nelle speranza che quanto appreso sia d'aiuto per implementare nuove ed efficaci strategie di fronteggiamento di ciascun problema o fenomeno criminale.
Tale approccio si focalizza sulle risposte che possono prevenire dall'insorgere di un problema, che non dipendono necessariamente dal ricorso alla giustizia penale e che toccano altre istituzioni, la comunità civile e il terzo settore quando il loro coinvolgimento può contribuire significativamente alla riduzione del problema. Le politiche orientate al problema cercano di implementare nuove strategie, valutandone rigorosamente l'efficacia e, di conseguenza, pubblicando i risultati in modo che ne possano beneficiare altre istituzioni e che possano servire a costruire un corpo di conoscenze ai fini della professionalizzazione delle forze dell'ordine e di sicurezza.

## Storia
Alla fine degli anni settanta, accademici, periti forensi e politici iniziarono ad interessarsi sul modo di migliorare l'efficacia sulla sicurezza. I ricercatori, in particolare, durante tale periodo di analisi, evidenziarono i limiti del controllo casuale, della dinamica delle risposte e della prassi sulle indagini che erano state assunte a modello per molti anni. I risultati dell'analisi indussero i ricercatori a porre le basi per le nuove politiche orientate al problema. Si poté, tra l'altro, esporre una serie di considerazioni:
- La polizia affronta quotidianamente un ampio ventaglio di problemi, molti dei quali non sono strettamente di natura criminale;
- Le sanzioni penali e l'arresto, tradizionalmente considerate una panacea nel diritto penale, non sempre servono a risolvere i problemi;
- Le forze di polizia possono pervenire un'ampia varietà di metodi per interpretare gli attuali problemi;
- La società valuta continuamente l'operato della polizia anche sui problemi non strettamente di natura criminale nonché sul contributo che la polizia può aggiungere a tali problemi.

I primi esperimenti sulle politiche orientate al problema furono realizzati nel Wisconsin, a Londra, nella contea di Baltimora e nel Maryland nei primi anni ottanta. Il primo rapporto fu pubblicato sul Newport News, rivista del Virginia Police Department by the Police Executive Research Forum. Fino ad allora, molte istituzioni di controllo sociale nei paesi anglosassoni hanno continuato a svolgere esperimenti su un'ampia gamma di problemi criminali.
Così come le politiche orientate al problema si sono evolute nei successivi decenni, tanto i ricercatori e i praticanti si sono concentrati sulla valutazione dei problemi, sull'importanza dell'analisi, sullo sviluppo di risposte pragmatiche e sulla necessità di affrontare strategicamente altre risorse sociali quali, ad es., la cittadinanza, i dipartimenti urbani, le istituzioni governative, la finanza locale e le organizzazioni del terzo settore.

## Principi fondamentali
Le politiche orientate al problema si caratterizzano per una serie di elementi chiave:
- Un problema è il principale argomento di lavoro della polizia piuttosto che il reato in sé (un caso giudiziario, una richiesta di aiuto, un incidente, etc.);
- Un problema è talvolta considerato dal punto di vista del danno causato alla vittima e, quindi, non solamente alla sicurezza in generale. Le questioni che riguardano esclusivamente la polizia anche sono importanti ma non quanto i problemi su detti;
- Essere capaci di orientarsi sui problemi, e di orientarli a loro volta in categorie di analisi predefinite, significa affrontare le cause che determinano quel problema;
- Gli agenti di polizia possono analizzare metodicamente un problema prima di provare a risolverlo, così come già fanno nelle indagini preliminari sul caso. Agenti e dipartimenti possono sviluppare linee guida o prassi condivise per analizzare i problemi di comune accordo;
- L'analisi del problema deve essere condotta in modalità semplificata, di modo che tutti gli agenti vi possano partecipare, tale principio è uno dei principali punti di forza delle indagini investigative;
- Ogni problema deve essere descritto rispettando gli indicatori di esaustività ed accuratezza, magari suddividendolo in aspetti specifici, in quanti questi non sono sempre ciò che appaiono;
- I problemi devono essere compresi in termini di interesse eterogeneo in quanto la società subisce un problema sotto diversi punti di vista e differenti idee su come deve essere affrontato;
- Il modo con il quale si vuole affrontare un problema dipende anche dal modo con il quale lo si comprende, perciò il processo di orientamento deve essere diffuso e pubblicizzato il più possibile in modo da poter ottenere i migliori risultati;
- Inizialmente, qualsiasi potenziale risposta al problema dovrebbe essere considerata tale da non escludere altre potenziali risposte. In questo senso le risposte dovrebbero seguire ciò che è stato appreso durante l'analisi e non dovrebbero limitarsi alle pratiche convenzionali;
- La polizia deve essere stimolata a produrre nuove risposte piuttosto che semplicemente reagire al danno prodotto da un problema;
- I dipartimenti e le istituzioni di controllo sociale devono lasciare un maggiore margine di autonomia decisionale per ogni membro che vi fa parte che, a loro volta, devono rendere conto delle proprie scelte;
- L'efficacia delle nuove risposte deve essere ponderata in modo tale da favorire l'apprendimento anche di altre istituzioni sociali (Michael Scott and Herman Goldstein 1988).

Il concetto di politiche orientate al problema può essere illustrato meglio tramite il seguente esempio. Si supponga che la polizia risponde quotidianamente a centinaia di chiamate urgenti su vari problemi quali le tossicodipendenze o il vandalismo in un'area pubblica. L'approccio comune per un agente è di procedere all'identificazione del trasgressore e di porlo agli arresti in modo tale da impedirgli di reiterare l'atto criminale nel lungo e nel breve termine. Se, invece, la polizia fosse a conoscenza di politiche orientate al problema, si potrebbero ponderare le condizioni che sono alla base di quei problemi (tossicodipendenza e vandalismo). Ciò implica la rilevazione di informazioni addizionali magari somministrando dei questionari alla popolazione residente, analizzando la frequenza con la quale si manifestano i reati, determinare da quali zone provengono i trasgressori e le proprie motivazioni e, non da ultimo, esaminare le caratteristiche strutturali della scena del crimine al fine di rilevare importanti evidenze di supporto. I risultati di tutte queste analisi possono servire ad orientare le risposte politiche verso interventi sulle radici del problema. Mentre il rinforzo potrebbe essere una componente della risposta, non è sempre l'unica soluzione ideale in quanto l'analisi potrebbe rivelare la necessità di coinvolgere anche altri attori (popolazione residente, pubblica amministrazione, agenti di polizia, etc.).
La politica orientata ai problemi può essere applicata a vari livelli di problemi sociali e a vari livelli di organizzazione politica. Può essere applicata ai problemi di natura sociale, che coinvolgono i più alti livelli di responsabilità politica, civile od economica. Può essere applicata a livelli intermedi come, ad es., al vicinato e alla polizia municipale, coinvolgendo anche risorse di provenienza diversa. Può essere applicata a diversi livelli topici come, ad es., a una scuola, a un quartiere o ad una regione intera.

## Metodologia
Il più diffuso metodo orientato ai problemi è il SARA model (Scanning, Analysis, Response and Assessment) che implica i seguenti elementi:

### Scanning
- Individuare il problema
- Identificare le conseguenze del problema per il sistema sociale e per quello giudiziario
- Rendere tali problemi prioritari
- Sviluppare obiettivi onnicomprensivi
- Confermare l'esistenza del problema
- Determinare la frequenza del verificarsi del problema e la sua durata
- Selezionare i problemi per un'analisi più approfondita

### Analysis
- Identificare e comprendere gli eventi e le condizioni che precedono o accompagnano il problema
- Individuare dati rilevanti da campionare
- Cercare informazioni sul tipo di problema
- Fare un inventario di come il problema è organizzato e i bonus/malus delle attuali soluzioni
- Orientare il quadro del problema nella maniera più chiara possibile
- Individuare una gamma di risorse che potrebbero essere di aiuto per sviluppare una comprensione più approfondita del problema
- Sviluppare delle ipotesi di lavoro sulle cause scatenanti del problema

### Response
- Ipotizzare nuovi interventi
- Cercare cosa hanno realizzato di simile in altri paesi o regioni
- Ponderare interventi alternativi
- Evidenziare un piano di recupero ed individuare organi responsabili
- Approvare nuovi obiettivi per il piano di recupero
- Esportare e diffondere le attività pianificate

### Assessment
- Determinare se il piano o il progetto è stato completato
- Campionare dati sia quantitativi che qualitativi sia prima che dopo
- Determinare se sono stati raggiunti obiettivi a breve o lungo termine
- Individuare qualsiasi nuova strategia necessaria a migliorare il piano originale
- Condurre valutazioni in itinere per garantire l'efficacia